# Meyrou
Der Meyrou (französisch: Ruisseau du Meyrou) ist ein kleiner Fluss in Frankreich, der im Département Cantal in der Region Auvergne-Rhône-Alpes verläuft. Er entspringt im nordöstlichen Gemeindegebiet von Teissières-de-Cornet, entwässert mit einem Bogen über Süd generell Richtung Westnordwest und mündet nach rund 16 Kilometern im südöstlichen Gemeindegebiet von Saint-Santin-Cantalès als rechter Nebenfluss in die Etze. In seinem Unterlauf quert der Meyrou die aufgelassene Bahnstrecke Bourges–Miécaze, die hier als Draisinenbahn Pédalorail des Lacs de Nieudan betrieben wird.

## Orte am Fluss
(Reihenfolge in Fließrichtung)
- Puézac, Teissières-de-Cornet
- Teissières-de-Cornet
- Crandelles
- Niac, Gemeinde Ayrens
- Lavaurs, Gemeinde Saint-Paul-des-Landes
- Boutonnet, Gemeinde Ayrens
- Peryssagol, Gemeinde Saint-Victor
- Cassiès, Gemeinde Saint-Victor